# Фантастичнее вымысла
«Фантастичнее вымысла» (2004) (англ. Stranger Than Fiction) — первая книга писателя-сатирика Чака Паланика в жанре нон-фикшн о различных нестандартных людях. На русский язык переведена А. Бушуевым и Т. Бушуевой в 2007 году и напечатана издательством АСТ в России в 2009 году.

## Содержание
Книга состоит из трёх разделов: Все люди вместе, Портреты, Личное. 
Каждый раздел книги, в свою очередь, состоит из цикла историй, связанных темой раздела.
| Все люди вместе     | Портреты                         | Личное                 |
| Сладкий праздник    | Сама о себе                      | Эскорт                 |
| Откуда берется мясо | Почему он не желает отступаться? | Почки по-калифорнийски |
| Ты здесь            | Непревзойденная Эми              | Увеличитель губ        |
| Битва титанов       | Гадая самому себе                | Обезьяньи привычки     |
| Моя собачья жизнь   | Бодхисатвы                       | Конфронтация           |
| Исповедь в камне    | Человеку свойственно ошибаться   | Кажется, вспомнил…     |
| Жестянка с людьми   | Дорогой мистер Левин             | Утешительные призы     |
| Леди                |                                  |                        |